# خانواده نظریان
خانواده نظریان، از خانواده‌های یهودیان ایرانی‌تبار ساکن لس‌آنجلس، (ایالات متحده آمریکا) و تل‌آویو (اسرائیل) می‌باشند. این خانواده با دارایی بیش از ۲ میلیارد دلار، به‌عنوان یکی از ثروتمندترین خانواده‌های یهودی میزراحی در جهان شناخته می‌شود. فعالیت‌های آنها اغلب در زمینه فناوری اطلاعات، سرگرمی و سیاسی است.
این خانواده فعالیت های فراوانی در حوزه‌های صهیونیستی داشته است، که برای نمونه کمک به پناهندگان یهودی مستقر در کشورهای عراق و افغانستان، همچنین کمک به گریختن دیپلماتهای اسرائیلی در زمان وقوع انقلاب اسلامی در ایران و ماموریت سازمان یافته نجات یهودیان از اتحاد جماهیر شوروی سوسیالیستی از طریق ارمنستان.
خانواده نظریان تاکنون کمک‌های مالی فراوانی نیز به دانشگاه‌های مستقر در اسرائیل نموده‌اند، که شامل حمایت مالی از دانشگاه حیفا، دانشگاه بن گوریون، تخنیون و مؤسسه عالی علوم وایزمن.

## اعضای خانواده
از اعضای شناخته‌شده خانواده نظریان می‌توان به اشخاص زیر اشاره نمود:
- یونس نظریان : یکی از سرمایه‌گذاران اولیه شرکت کوالکام.[۵]
- شارون نظریان[۶]